# Парк великана у Источном Сарајеву
Парк великана је новоизграђени парк на територији општине Источно Ново Сарајево, а трећи парк у урбаној градској зони Источног Сарајева. Парк је свечано отворен 14. новембра 2020. године, а отворили су га тадашњи начелник Општине Источно Ново Сарајево, Љубиша Ћосић и породица команданта јединице „Бели Вукови” Срђана Кнежевића. Овај парк је смјештен у централном дијелу општине, а налази се између улица Хиландарске и Дечанске са западне и источне стране, и улица Моме Капора и Симе Милутиновића Сарајлије са сјеверне и јужне стране. Поред парковског мобилијара, изграђени су спортски терени, простор за псе, градске чесме као и бисте десет великана значајних за историју српског народа са сарајевског простора. Око парка је изграђена трим стаза.

## Историјат
Усвајањем регулационог плана „Центар 2” општина Источно Ново Сарајево је предвидјела градњу новог градског парка, који би пратио ширење града према источној страни. Парк је предвиђен на парцели укупне површине 12.5000 метара квадратних, а планови око градње су започети током 2018. године. Општинска управа Источног Новог Сарајева расписала је 3. децембра 2018. године конкурс за „Израду идејног архитектонско-урбанистичког рјешења за градски парк”. Након спроведене процедуре одабрано је идејно рјешење, које је у себи имало све елементе модерног градског парка. Градња парка је службено почела у мјесецу априлу 2020. године увођењем првих извођача у посао градње. Парк је завршен и свечано отворен 14. новембра 2020. године